# Elecciones estatales de Berlín de 1990
La elecciones estatales de Berlín de 1990 fueron realizadas en paralelo a las Elecciones federales de 1990.

## Antecedentes
En las elecciones a la Cámara de Representantes de Berlín del 29 de enero de 1989, el SPD y Lista Alternativa (AL, nombre utilizado en la ciudad por Los Verdes) habían obtenido una victoria sorprendente. El FDP había perdido claramente su representación en la Cámara de Representantes, Sin embargo, por otro lado, también había sido la primera que Los Republicanos habían obtenido representación, habiendo saltado inmediatamente por encima del umbral del cinco por ciento, de manera significativa.
Así, una coalición rojo-verde, había reemplazado a la coalición negro-amarilla de Eberhard Diepgen. El alcalde elegido había sido Walter Momper (SPD).
Por otro lado. antes de la reunificación alemana, Berlín Este había celebrado sus propias elecciones estatales, las cuales también habían terminado en la subida al poder del SPD.
Para estas elecciones, el SPD postuló a Walter Momper como su principal candidato contra la CDU, que postuló de nuevo con el exalcalde Eberhard Diepgen.

## Resultados
| Resultados     | Resultados     | Resultados | Resultados | Resultados |
| Hab. inscritos | Hab. inscritos | 2.524.553  |            |            |
| Votantes       | Votantes       | 2.040.709  | 80,8 %     | Escaños    |
| -------------- | -------------- | ---------- | ---------- | ---------- |
|                | CDU            | 815.382    | 40,4 %     | 101        |
|                | SPD            | 614.075    | 30,4 %     | 76         |
|                | PDS            | 184.820    | 9,2 %      | 23         |
|                | F.D.P.         | 143.080    | 7,1 %      | 18         |
|                | Grüne/AL       | 100.839    | 5,0 %      | 12         |
|                | Bü90/Grüne/UFV | 87.891     | 4,4 %      | 11         |
|                | REP            | 62.041     | 3,1 %      |            |
|                | ödp            | 5.160      | 0,3 %      |            |
|                | DSU            | 4.539      | 0,2 %      |            |
|                | DDD            | 1.371      | 0,1 %      |            |
| Total          | Total          |            | 100,0 %    | 241        |

Los Verdes/AL y la lista Alianza 90/Verdes/UFV compitieron por separado. Mientras que la lista  Verdes/AL presentó su lista en la parte occidental de la ciudad, Alianza 90/Verdes/UFV lo hizo en la parte oriental. Llegaron al 5,0 y al 4,4% de los votos, pero ambos partidos entraron en el parlamento porque lograron más del 5% en cada mitad de la ciudad. Esto fue posible porque en esta elección, la ciudad de Berlín fue dividida en dos sectores, cada uno con un umbral electoral del 5% por separado. Era suficiente, en sólo uno de los sectores electorales, sobrepasar el umbral, para obtener representación en la Cámara de Representantes. Esta característica especial de división entre este y oeste se aplicó al mismo tiempo en las elecciones federales celebradas el mismo día.
El SPD cayó al 30,4% (-6,9 puntos porcentuales), la CDU recibió el 40,4% (+ 2,7 puntos porcentuales), el FDP regresó a la Cámara de Representantes con un 7,1% (+ 3,2 puntos porcentuales) y los dos partidos verdes juntos recibieron el 9,4% de los votos (-2,4 puntos porcentuales). El PDS debutó con el 9,2% de los votos. Por último, Los Republicanos perdieron su representación con un 3,1% (-4,4 puntos porcentuales), no pudiendo recuperarla de nuevo hasta hoy.
Eberhard Diepgen fue reelegido para el cargo de alcalde, algo raro en la historia de la República Federal, ya que fue uno de los pocos casos en que un ministro-presidente depuesto (alcalde, en este caso), se las arregló para volver al cargo. Antes de Eberhard Diepgen esto sólo lo había logrado Wilhelm Hoegner en 1954 en Baviera, Max Brauer en 1957 en Hamburgo y Hinrich Wilhelm Kopf en 1959 en Baja Sajonia. Karl Arnold murió una semana antes de la elección estatal de 1958 en Renania del Norte-Westfalia, la cual le habría permitido también ser un ejemplo del caso.
Debido al hecho de que ni la CDU y el FDP, por un lado, ni el SPD ni los Verdes por otro tenían una mayoría y el PDS fue considerado en su momento como no capaz de gobernar, la CDU y el SPD formaron una gran coalición.
Los Verdes/AL y la Alianza 90/Verdes/UFV formaron un grupo parlamentario conjunto en el parlamento.